# Jérémy Ménez
Jérémy Ménez (Longjumeau, Franciaország, 1987. május 7. –) francia labdarúgó, aki az olasz másodosztályú Reggina csapatában játszik szélsőként. A francia válogatott tagjaként ott volt a 2012-es Európa-bajnokságon.

## Pályafutása

### Sochaux
Ménez 2001-ben került a Sochaux ifiakadémiájára. A Manchester United is felfigyelt rá, el is látogatott az angol csapathoz, de úgy döntött, inkább Franciaországban marad. 2004-ben megkapta első profi szerződését a csapatától, mindössze 16 éves volt, ezzel ő lett a Ligue 1 legfiatalabb profija. 2004. augusztus 7-én, az Ajaccio ellen debütált az első csapatban. Fiatal kora ellenére állandó kerettaggá vált, hol a cserepadon, hol a kezdőben kapott helyet. Első gólját 2004. november 20-án, az AS Monaco ellen szerezte. Két hónappal később, a Bordeaux ellen mesterhármast szerzett. Ezzel ő lett a legfiatalabb játékos a francia élvonal történetében, aki mesterhármast ért el. A 2005/06-os idényben még több lehetőséget kapott, jó teljesítményére a Paris Saint-Germain, az AS Monaco, a Bordeaux és az Arsenal is felfigyelt, ő pedig kijelentette, szeretne egy nagyobb csapathoz igazolni.

### AS Monaco
2006. június 22-én leigazolta a Bölöni László vezette AS Monaco. Augusztus 19-én, a Rennes ellen mutatkozott be, szeptember 30-án, a Le Mans ellen pedig megszerezte első gólját. Bölöni kirúgása és Ricardo Gomes érkezése után kikerült a kezdőből, de november 11-én, a Lorient ellen visszakerült a csapatba, és gólt is szerzett. 2007 februárjában megsérült, ami miatt két hónapig nem játszhatott. Bár 2007 nyarán több angol csapat is érdeklődött iránta, a 2007/08-as szezonra is a Monacónál maradt. 2007. december 15-én két gólt szerzett a Lens ellen, három évvel ezelőtt mesterhármasa óta ekkor fordult elő először, hogy egynél több gólt szerzett egy meccsen. 2008. február 23-án ismét megsérült, ami miatt három hónapig nem léphetett pályára.

### AS Roma
Ménezt 2008. augusztus 27-én 10,5 millió euróért leigazolta az AS Roma, négy nappal később, a Napoli ellen debütált. A Bajnokok Ligájában is bemutatkozhatott, egy Bordeaux elleni meccsen. December 6-án, a Chievo ellen megszerezte első gólját. A szezon nagy részében nem volt állandó tagja a kezdőnek, leggyakrabban csak csereként kapott lehetőséget. 2009. május 24-én, csereként beállva gólt lőtt az AC Milan ellen, ezzel hozzájárulva csapata 3-2-es sikeréhez. 2010. január 6-án, egy Cagliari elleni meccsen rendkívül gyenge teljesítményt nyújtott, miután csereként pályára küldték. A találkozó után Claudio Ranieri menedzser és több csapattársa is élesen kritizálta. Elnézést kért a gyenge játékért, és megígérte, hogy a jövőben jobb teljesítményt nyújt majd. A szezon végére jó formába lendült, és a Roma utolsó tíz bajnokijából nyolcon kezdőként lépett pályára.
A 2010/11-es idényt már a kezdőcsapat tagjaként kezdte meg, de így is ritkán játszotta végig a mérkőzéseket, Ranieri általában a második félidőben lecserélte. Szezonbeli első gólját 2010. november 3-án, egy FC Basel elleni BL-meccsen szerezte. Az idény során Vincenzo Montella lett a csapat új menedzsere, aki leginkább csereként számított rá. Ménez később panaszkodott a kevés játéklehetőség miatt, majd április 21-én egy edzésen össze is veszett Montellával. A menedzser a hírek szerint csaknem negyed órán keresztül szidta a játékost a hozzáállása miatt. Ugyanezen a napon a Roma az Inter ellen játszott a Coppa Italiában. A találkozó után dühös drukkerek rátámadták Ménezre és kövekkel betörték a kocsija szélvédőjét.

### Paris Saint-Germain
2011. július 25-én a Paris Saint-Germain 8 millió euró ellenében leigazolta Ménezt. Az Emirates-kupában, a New York Red Bulls ellen játszott először új csapatában, tétmeccsen 2011. augusztus 6-án, a Lorient ellen debütált. Augusztus 18-án, az Európa-liga selejtezőjében, a Differdange ellen belőtte első gólját. Tíz nappal később első bajnoki találatát is megszerezte, a Toulouse ellen. Ménez Párizsban is három esztendőt töltött el, első két szezonjában jól teljesített a csapatnál, a harmadik közös évükre azonban kiszorult a kezdő tizenegyből, miután Zlatan Ibrahimović mellé a csapathoz érkezett Edinson Cavani is. Ez időszaka alatt Ménez megszerezte pályafutása első jelentősebb trófeáit – kétszer lett francia bajnok egyszer pedig francia ligakupa győztes, valamint 2013. május 12.-én az ő 53. percben szerzett góljával biztosította be csapata a bajnoki címét a rivális Olympique Lyon ellen. Távozása után azt nyilatkozta, hogy Paris Saint-Germainnél jobb külföldinek lenni.

### AC Milan
2014. július 1.-jén a játékjogát az AC Milan szerezte meg ingyen. A francia támadót Mario Balotelli pótlására szerződtette csatárnak a patinás olasz klub, első évében pedig a csapat kulcsfontosságú játékosa lett, 33 bajnoki mérkőzésen lépett pályára, ezeken pedig összesen 16 találatott jegyzett, az elsőt rögtön a szezon nyitányán, 2014. augusztus 31.-én a Lazio elleni mérkőzés 64. percében, a mérkőzést a Milan nyerte hazai pályán 3–1 arányban. Emlékezetes gólt szerzett a szeptember 14.-én lejátszott második fordulóban a Parma ellen, amikor a védők rövid hazagurítása után lecsapott a labdára, kicselezte a kapust majd egy könnyed mozdulattal a kapuba sarkazta a labdát, a kilenc találatot hozó bajnokit végül a vendég Milan nyerte 5–4-re. November 23.-án pedig az ősi rivális Internek lőtt egy látványos, elegáns gólt. A csapatnál töltött második éve már sérülések következtében nem sikerült ilyen eredményesen, a nyár folyamán csípő sérülést szenvedett, a felépülése során visszaesés is jelentkezett így a rehabilitációja egészen 2016. január 30.-ig elhúzódott. Mindössze 10 bajnoki mérkőzésen léphetett pályára, ezeken pedig 2 gólt szerzett. Az olasz gárdánál töltött két idénye alatt Ménez összesen 46 tétmérkőzésen lépett pályára és 20 gólt szerzett.

### Girondins de Bourdeaux
2016. augusztus 1.-jén az AC Milan megerősítette hogy francia támadójuk, Jérémy Ménez ingyen távozik a klubtól és visszatér a Ligue 1-be, ahol Girondins de Bordeaux együttesénél folytatja a pályafutását. Új klubjánál többnyire támadó középpályásként illetve szélsőként szerepelt. Első mérkőzését 2016. augusztus 13.-án játszotta a Saint-Étienne csapata ellen lépett pályára csereként, 17 percnyi játéklehetőséget kapott. Az augusztus 28.-án lejátszott Nantes elleni hazai találkozón a 32. percben győztes gólt eredményező gólpasszt adott ki Diego Rolánnak. Első gólját a negyedik fordulóban szerezte meg szeptember 10.-én a Olympique Lyon ellen. A második találatára a 10. fordulóig kellett várni, ekkor az AS Nancynak lőtt gólt a mérkőzés 55. percében, azonban a Bordeaux nem tudta megnyerni a mérkőzést miután Anthony Koura a 74. percben egyenlített. Harmadik, egyben utolsó bajnoki gólját a szezonban már a 2017-es naptári évben szerezte, február 4.-én a Rennais elleni hazai találkozón az 56. percben szerzett találattal megszerezte csapata számára a vezetést, a mérkőzés azonban ismét 1–1-es eredménnyel zárult, ezúttal Yoann Gourcuff egyenlített a Bordeaux ellen. Február 25.-én a Girondins a Lille OSC gárdája otthonában lépett pályára, a mérkőzés végül a vendégek 3-2-es sikerével zárult, többek között Ménez 78. percben kiosztott gólpasszának, amit Adam Ounas értékesített. A csapat a pontversenyt végül a 6. pozícióban zárta, amivel kvalifikálta magát az európai kupa küzdelmekbe, az Európa-liga selejtezőinek harmadik fordulójába csatlakozhatott be a következő idényben. Ménez a 2016/17-es kiírásban összesen 31 tétmérkőzésen 3 gólt és 3 gólpasszt jegyzett a Bordeaux tétmeccsein.

### Antalyaspor
2017 nyarán ismét ingyen váltott klubot, ezúttal a török élvonalban szereplő Antalyaspor együtteséhez igazolt. A törököknél összesen 9 alkalommal lépett pályára tétmérkőzésen (7 bajnoki és 2 kupa találkozó) gólt illetve gólpasszt nem jegyzett, így fél szezon után távozott a csapattól.

### Club América
2018. január 5.-én hivatalosan bejelentették hogy Ménez a mexikói Club América csapatához igazol. Első gólját február 4.-én szerezte a Lobos elleni hazai bajnoki győzelem során, a 46. percben érkezett Carlos Vargas helyére, a 82. percben szerzett találatával pedig beállította a mérkőzés 5–1-es végeredményét. A következő mérkőzésen is betalált a Tigres de la UANL ellen a 69. percben, amivel egy pontott mentett idegenben csapatának. A szezon során ismét sérülések hátráltatták a dolgát amik miatt 7 találkozót kényszerült kihagyni. Legközelebb gólt a szezon utolsó mérkőzésén, április 29.-én szerzett, amivel csapata 1–0-s győzelmet aratott a Santos Laguna együttesével szemben. Mexikóban töltött időszaka alatt 5 gólt és 5 gólpasszt szerzett a francia középpályás.

### Paris FC
2019. szeptember 26.-án a francia másodosztályban szereplő Paris FC szerződtette az addigra magánéleti botrány miatt ismét szabadúszóvá váló Ménezt. Első tétmérkőzésére új csapatánál október 4.-én került sor, 18 perchez jutott miután csereként állt be a Troyes elleni győztes hazai bajnokin. Október 18.-án a Châteauroux ellen már kezdett és az 1–0-s sikerből gólpasszal vette ki a részét.

## Válogatott
Ménez 2010. augusztus 11-én, Norvégia ellen mutatkozott be a francia válogatottban. 2011. február 9-én ő adta a győztes gól előtti gólpasszt Karim Benzemának, Brazília ellen. 2012. június 5-én, az észtek ellen megszerezte első válogatottbeli gólját. Bekerült a 2012-es Európa-bajnokságra utazó keretbe. A tornán az Ukrajna elleni csoportmeccsen játszott, és gólt is szerzett.

### Sikerei, díjai
Paris Saint-Germain
- Ligue 1: 2012-13, 2013-14
- Francia labdarúgó-ligakupa: 2013-14

## Fordítás
- Ez a szócikk részben vagy egészben  a   Jérémy Ménez című angol Wikipédia-szócikk fordításán alapul.  Az eredeti cikk szerkesztőit annak laptörténete sorolja fel. Ez a jelzés csupán a megfogalmazás eredetét és a szerzői jogokat jelzi, nem szolgál a cikkben szereplő információk forrásmegjelöléseként.